# Jumpgate
Jumpgate (engl. für Sprungtor gem. der Wurmlochtheorie; Langtitel offiziell Jumpgate - The Reconstruction Initiative) war von 2001 bis 2012 ein Weltraum-MMORPG mit einer Kombination aus Wirtschafts- und Warenumlaufsystem, Flugsimulator und Kämpfen wie in seinen Vorläufern Elite, Frontier und Wing Commander Privateer mit dem wesentlichen Unterschied, dass es nicht lokal, sondern in einer persistenten Online-Welt gespielt wurde.

## Spielinhalt
Das Grundsprinzip des Spiels bestand im Passieren von sog. Jumpgates (Sprungtoren zum Eintritt in ein Wurmloch), um durch das in Sektoren eingeteilte Universum zu reisen und zu forschen, zu kämpfen, zu eskortieren, zu handeln, zu produzieren oder Bergbau zu betreiben. Dabei hatte der Spieler die Perspektive des Piloten im Cockpit eines (auf-/umrüstbaren bzw. austauschbaren) Raumschiffs, welches er selbst steuerte und bediente. In den meisten Sektoren befanden sich vom Spiel fest vorgegebene ansteuerbare Raumstationen, später konnte der Spieler auch eine eigene Station erwerben und beliebig platzieren. Das Spiel war somit eine Weltraum-Flugsimulation mit einer komplexen Wirtschaftssimulation incl. Warenproduktion und -kreislauf.

## Geschichte
Jumpgate wurde seit 1999 von NetDevil entwickelt und 2001 in den USA von 3DO (auf Englisch) sowie in Europa von Mightygames und Planetactive (heute OgilvyOne) auf Englisch und Deutsch herausgegeben und betreut.
Nur Monate nach Verkaufsbeginn endete in den USA der Vertrag zwischen NetDevil und 3DO. NetDevil gewann anschließend die Themis Group für den technischen Support und In-Game-Events in den USA, welche allerdings zum 31. Dezember 2006 die Mitarbeit einstellte. Seit 1. Januar 2007 leistete für Jumpgate der Entwickler NetDevil eigenständig den Support.
Im März 2009 wurde NetDevil in den MMO-Konzern Gazillion integriert, der bis 2012 Jumpgate betrieb, jedoch den Großteil des ehemaligen NetDevil-Entwicklerteams bald entließ. Am 25. September 2011 beging Jumpgate noch seinen 10. Jahrestag seit Erstveröffentlichung und wurde wenig später durch Gazillion am 30. April 2012 endgültig abgeschaltet.

## Europäische Version
Der deutsche Publisher Mightygames gab 2001 eine europäische Version von Jumpgate heraus und unterstützte deren Server bis zum 1. Juni 2005. Als Mightygames die Arbeit einstellte, übertrug NetDevil mit den Gamemasters von Mightygames alle europäischen Accounts auf den US-Server, der seitdem Worldwide Server (WWS) hieß.

## Rezeption
Bei Metacritic erhielt das Spiel eine Wertung von 79.
Gamespot stellte vor allem die gute Physik des Spiels heraus. IGN meinte, es sei ein wenig langsam, Gamespy wünschte sich einen Autopiloten, sie fanden es aber ansonsten sehr gut.

## Fortsetzungen

### Jumpgate Evolution
Ein geplantes Nachfolgespiel Jumpgate: Evolution war seit 2006 beim Entwickler NetDevil bis zu dessen Auflösung 2011 in der Entwicklung und sollte ursprünglich 2009 beim Publisher Codemasters in Zusammenarbeit mit Gazillion Entertainment erscheinen. Schon im Juni 2010 wurde jedoch ein bekannter Entwickler (Nickname: GM_Istvan) durch Gazillion vom Projekt abgezogen und mit der Weiterentwicklung des eigentlich eingestellten Jumpgate Classic beauftragt, für welches tatsächlich Tage später wieder der erste Patch seit 3 Jahren erschien. Dagegen hat der bereits 2008 angekündigte offene Betatest für Jumpgate: Evolution nie stattgefunden und nach einem Bericht der GameStar mit Bezug auf US-Online-Medien des Verlegers gegen den Hersteller wegen groben Terminverzugs in Millionenhöhe geklagt. Nach Informationen von Jumpgate Station gab es Massenentlassungen bei NetDevil. Durch Gazillion wird Jumpgate Evolution nicht mehr beworben oder erwähnt.

### Squad Wars
2012 fanden sich Spielentwickler aus den ehemaligen Entwicklerteams von Jumpgate und Jumpgate Evolution zur Produktionsfirma END Games Entertainment zusammen und starteten ein Crowdfunding-Projekt auf der Plattform Kickstarter zur Finanzierung eines free-to-play Space-Combat-MMOs mit dem Titel Squad Wars. Der Versuch scheiterte jedoch, die angestrebte Summe von 250.000 Dollar wurde nicht erreicht. Der Fortgang ist unklar, alle Webseiten von END Games Entertainment sind seit Ende 2012 inaktiv.